# Полтергейст: Наследие
«Полтергейст: Наследие» (англ. Poltergeist: The Legacy) — американо-канадский телесериал о тайном обществе, которое известно, как «Наследие» (англ. The Legacy). История общества насчитывает более трёх тысячелетий. Отделения общества, называемые «Домами» (англ. The House), разбросаны по всему миру, каждым из них управляет свой «Наставник» (англ. Precept). Целью «Наследия» является изучение паранормальных явлений и защита людей от сил зла. Впервые сериал в России был показан на канале «ОРТ» с 1997 по 2003 год. Также сериал демонстрировался на российской версии спутникового канала AXN Sci-Fi.

## Описание

Логотип из титров сериала

В сериале рассказывается о деятельности вымышленного международного тайного общества, которое существует на Земле более трёх тысяч лет и называется «Наследие» (англ. The Legacy). Это общество объединяет людей, в чью миссию входит изучение и разрешение проблем паранормальных явлений и защита человечества от сверхъестественного зла. «Наследие» использует свои почти безграничные финансовые и политические ресурсы в борьбе с тёмными силами.
Общество состоит из отделений, которые называются Домами (англ. House), расположенных в разных частях света. Каждое отделение работает под руководством «Наставника» (англ. Precept), он носит на руке кольцо, которое определяет его место в «Наследии». Члены каждого Дома объединены единой целью: изучение сверхъестественных явлений и борьба с проявлением любых тёмных сил. «Наследие» было основано в Англии, где теперь находится верховный Дом.
В сериале «Полтергейст: Наследие» внимание сфокусировано на деятельности сан-францисского дома «Наследия», которым руководит «Наставник» Дерек Рейн. Сан-францисский Дом располагается в замке на острове Эйнджел (англ. Angel Island) в заливе, куда попасть можно только с помощью парома или вертолёта. Замок является собственностью Дерека Рейна.
Дом существует под видом филантропической организации под названием «Фонд „Луна“», председателем которой также является Дерек Рейн. Фонд «Луна» был основан отцом Дерека — Уинстоном Рейном. В деятельность Фонда входит поиск и изучение древних предметов искусства и рукописей. Членами Фонда и сан-францисского дома «Наследия», кроме Дерека Рейна, являются Рэйчел Корриган, отец Филип Кэллахен, Александра Моро и Ник Бойл.
Обычно в каждой серии внимание сфокусировано на одном из членов (бывших или нынешних) сан-францисского дома. История его взаимоотношений с родственниками, друзьями, знакомыми, пациентами (у Рэйчел Кориган) составляют канву сюжета. После окончания расследования дела, в финале, озвучиваются слова одного из членов Дома, которые он записывает в свой личный дневник, что является неотъемлемой частью работы членов «Наследия».

## История создания
Съёмки сериала проходили в Ванкувере (Канада). Участие канадских актёров (Элен Шейвер, Робби Чонг и Мартина Камминса) позволило использовать льготы, которые предоставляет правительство Канады тем фильмам, где снимаются их актёры. Съёмка каждого эпизода вместе с монтажом и озвучиванием шла около недели. С 1996 по 1999 год было снято 4 сезона, в общей сложности 88 серий.
Премьера сериала состоялась на одном из каналов американского кабельного оператора The Showtime Network. На канале было показано три сезона этого сериала. Затем Showtime прекратил показ сериала и права на него были закуплены кабельным каналом Sci Fi, на котором впоследствии был показан последний, четвёртый сезон. В России права на сериал были закуплены федеральным каналом «ОРТ», первые два сезона сериала были показаны в прайм-тайм.
Замок, в котором «живут» члены сан-францисского дома «Наследия», является в реальной жизни зданием административного центра Королевского Университета путей сообщения (англ. Royal Roads University) в Ванкувере (Британская Колумбия, Канада). В замке находятся офисы президента, вице-президента университета, управляющих финансовой частью и администрации.

## Съёмочная группа

### Персонажи

#### Главные
- Дерек Рейн (Дерек де Линт) — глава сан-францисского Дома «Наследия» более 15 лет. Председатель фонда «Луна», бывший профессор университета. Его отец, Уинстон Рейн, был главой сан-францисского дома, пока не погиб на глазах 15-летнего Дерека в лапах демона. Дерек посвятил свою жизнь борьбе с тёмными силами, которые убили его отца. «Я не верю, что рок обрушивается на людей в соответствии с совершаемыми ими поступками, но я верю, что он достигает тех, кто их не совершает» — так определил Уинстон Рейн место Дерека в «Наследии». Дерек Рейн имеет сверхъестественные психические способности, степень доктора в антропологии и теологии, обширные научные познания, прекрасно разбирается в истории «Наследия». Он стал закономерным выбором для главы сан-францисского дома. Дерек очень внимателен к другим членам дома, добр, предан «Наследию» и решителен, но он одинок и остаётся загадкой для всех, не допуская никого до некоторых тайн своей души. Замок, в котором располагается сан-францисский дом «Наследия», является собственностью Дерека Рейна.
- Ник Бойл (Мартин Камминс) — бывший морской котик, служил в Военно-морском флоте США, ушёл оттуда, когда его предал командир. Его отец, Джонатан Бойл, был членом «Наследия», но у Ника были с ним очень сложные отношения, потому что отец имел тяжёлый характер, был очень строг с сыном и мог поднять руку на свою жену. Ник — скептик и часто считает, что проявления сверхъестественных сил — всего лишь работа человека. Хотя со временем он осознал, что тёмные силы могут быть очень опасными противниками. Его неуравновешенность и чересчур горячий темперамент приводит часто к конфликтам с остальными членами «Наследия» и, в первую очередь, с Дереком.
- Александра Моро (Робби Чонг) — исследователь фонда «Луна» и сан-францисского дома «Наследия», консультант по компьютерам, психолог. Алекс была студенткой антропологии, когда на её особые психические способности обратил внимание Дерек Рейн, который был её профессором в университете, и привлёк её для работы в «Наследии». Её бабушка, креолка, передала Алекс свой особый психический дар и любовь к оккультным наукам. Кроме того, Алекс обладает повышенным чувством ответственности и необыкновенными способностями в области научных исследований, что особенно важно для её работы в «Наследии».
- Отец Филип Кэллахен (Патрик Фитцжеральд) — приходской священник из Ирландии, прекрасный переводчик с древних языков. После серии «Заместитель» покидает «Наследие» и возвращается в свой приход, несмотря на уговоры Дерека. В серии «Расплата» переводит письмо Уинстона Рейна с его признанием в убийстве матери и деда Рэйчел Корриган. Иногда приходит на помощь сан-францисскому дому «Наследия».
- Рэйчел Корриган (Элен Шевер) — психоаналитик. Рэйчел стала членом сан-францисского дома «Наследия» позже всех. Её муж, Патрик Корриган, погиб в автомобильной катастрофе вместе с их сыном Коннором, они были похоронены в Ирландии. Рэйчел живёт в собственном доме, вместе со своей дочерью Кэт, отдельно от остальных членов сан-францисского Дома. Рэйчел вступила в «Наследие» после того, как сама встретилась с тёмными силами. Она вносит свой научный скептицизм в жизнь организации, и всегда имеет свой собственный взгляд на тайны, с которыми сталкивается «Наследие». Рэйчел предпочла бы, чтобы её дочь Кэт не имела никаких связей с «Наследием», но она знает, что Кэт имеет способность к предвидению и, несмотря на все усилия, Рэйчел не может оградить дочь от участия в жизни организации. В последней серии 2-го сезона, «Выбор», Рэйчел, опасаясь за жизнь и будущее Кэт, рассматривает вопрос о том, чтобы покинуть «Наследие».
- Кэтрин Корриган (Александра Пурвис) — дочь Рэйчел Корриган. Кэт имеет сверхъестественные способности, но, так как ей всего 10 лет, она не может пока стать официальным членом «Наследия», потому что им можно стать только в 18 лет. Хотя её мать, Рэйчел Корриган, стремится всеми силами оградить дочь от участия в деятельности организации, Дерек Рейн надеется, когда Кэт вырастет, она присоединится к сан-францисскому дому.

#### Второстепенные
- Уильям Слоан (Дэниел Дж. Траванти) — глава лондонского Дома «Наследия». Слоан предпочитает строго следовать букве закона, и считает Дерека чересчур независимым и неконтролируемым. После того, как Слоан сумел спасти сан-францисский дом от гибели («Новый страж»), враждебность между ним и Дереком стала постепенно уменьшаться. У Вильяма Слоана есть жена Патриция и двое детей.
- Кристина Адамс (Кристин Леман) — член бостонского Дома «Наследия», разыскивает своего отца. Её приютил сан-францисский дом. Кристина помогает Алекс в её работе.
- Ингрид Рейн (Камилла Митчелл) — монахиня, сестра Дерека Рейна. Она поддерживает Дерека в его желании нести тяжесть ответственности за сан-францисский дом. В серии «Выкуп» была похищена членами монреальского Дома «Наследия», которые перешли на тёмную сторону и хотели обрести бессмертие, принеся Ингрид в жертву.
- Патрик Корриган (Джон Новак) — муж Рэйчел. Патрик погиб в автокатастрофе вместе с сыном Коннором.
- Коннор Корриган (Чад Коучик) — сын Рэйчел Корриган, погиб в автокатастрофе вместе со своим отцом, хотел забрать Кэт в потусторонний мир.
- Джулия Уокер (Джордан Бейн) — была членом сан-францисского дома «Наследия». В пилотной серии вместе с Дереком и Ником отправилась в Ирландию на поиски пятой гробницы, где погибла от рук демона. Ник долго не мог простить её смерть Дереку.
- Уинстон Рейн (Даниэль Пилон) — отец Дерека Рейна. В пилотной серии вместе с маленьким Дереком нашёл первую гробницу, но открыв её, был убит демоном, который вырвался оттуда.
- Джеффри Старр (Морис Годин) — вначале выдавал себя за медиума, оказывая спиритические услуги, но после трагического происшествия действительно обрёл сверхъестественные способности. Из-за чего попал в неприятные истории, из которых был вызволен сан-францисским домом.
- Фрэнк Кармак (Том Батлер) — детектив, который оказывал негласно услуги сан-францисскому дому, после того, как его спас Дерек Рейн. Разуверившись в официальном правосудии, Фрэнк украл жезл Пифии у «Наследия», который позволял вызывать из ада трёх фурий, чтобы покарать преступников.
- Доктор Фрэнсис Карлтон (Ким Рестелл) — патологоанатом, от которой члены сан-францисского дома получают информацию о случаях гибели людей от необъяснимых явлений.
- Маркус (Чед Тодхантер) — самый первый вампир, против которого бессильны все орудия убийства рядовых вампиров. Пытался сделать вампиром Алекс Моро.
- Рид Хортон (Саймон МакКоркиндейл) — был членом «Наследия», но стал наёмным убийцей Тёмной стороны и стал убивать наставников Домом «Наследия». Хортон был убит Дереком Рейном, но затем он был возрождён тёмными силами и стал строить планы мщения «Наследию» и, в первую очередь, Дереку Рейну.
- Меган Торренс (Тамара Горски) — журналистка, подруга Дерека Рейна.
- Миранда (Колин Ренисон) — школьная подруга Кэт. Пыталась увлечь Кэт чёрной магией, для того, чтобы завладеть её телом, поскольку на самом деле была древней ведьмой, которой время от времени надо менять тело.

### Русские голоса актёров

#### Телеканал ОРТ
Закадровое озвучивание 1-3 сезонов сериала, выполненное в 1997—2001 г. телеканалом ОРТ:
- Александр Рахленко — все мужские роли
- Светлана Старикова — все женские роли

## Мир Полтергейста

### Идея и создание сериала
Сериал «Полтергейст: Наследие» был назван так в честь культового «Полтергейста» режиссёра Тоуба Хупера. Изначально он и был задуман как продолжение фильма, но благодаря оригинальной идее Ричарда Бартона Льюиса превратился в самостоятельное произведение, а от фильма унаследовал только название.
Ричард Бартон Льюис, исполнительный продюсер сериала, рассказывал, что после успеха телесериала «За гранью возможного» студия MGM обратилась к нему с предложением снять сериал на основе идеи фильма «Полтергейст». Но вначале Льюис хотел отказаться, объясняя это тем, что в истории о том, что некая семья переезжает из одного дома с привидениями в другой, было бы слишком много ограничений. В итоге студия MGM предложила Льюису самому выбрать тему сериала. Было решено, что с паранормальными явлениями в сериале будет сражаться не семейство Фрилингов, а учёные и экстрасенсы, сотрудники тайного общества «Наследие».
Однако между фильмом и сериалом сохранилось несколько общих элементов:
- В обоих произведениях фигурирует группа учёных, которая исследует паранормальные явления
- Актриса Зельда Рубинштейн, которая сыграла в фильме медиума Танджину, появилась в образе призрака-Кристины в эпизоде «Расплата» первого сезона
- Гэри Шерман, режиссёр фильма «Полтергейст III», стал режиссёром эпизода «Не будите спящих демонов» второго сезона

### Идеи и сюжеты эпизодов
В сериале можно увидеть эпизоды, основанные на самых популярных мистических историях:
- дома с призраками («Дом», «Духовное око», «Газовый свет»)
- города-призраки («Беспощадный город», «Интернирование»)
- месть призраков («Грехи отца», «Безмолвная помощница», «Дело чести», «Беспомощное существо», «Вне поля зрения», «Интернирование», «Кровная месть», «Не забывай меня» и пр.)
- призраки, которые не могут обрести покой («Призрак на дороге», «Колыбельная», «Завет»)
- грешные души пытаются избежать ада («Тёмный ангел», «Раскаяние», «Братская верность»)
- влюблённые люди встречаются вопреки смерти («Колокол Жирарда», «Падший ангел»)
- родители / дети встречаются вопреки смерти («Подарок», «Отец сыну», «Не забывай меня»)

В нескольких эпизодах проблема сверхъестественного характера провоцируется или усугубляется достижениями науки и техники («Мощи Св. Антония», «Сигнальщик»)
Сюжет эпизода «Маяк дьявола» перекликается с британским фильмом ужасов «Башня дьявола» (Horror on Snape Island / Tower of Evil) 1972 года.
Серия «Заместитель» снята по мотивам произведения «Рука» Теодора Драйзера.
Для создания эпизодов о вампирах («И пала тьма», «При свете дня», «Армии ночи») режиссёр Майкл Робисон вдохновлялся такими фильмами, как «Пропащие ребята» Джоэла Шумахера и «Почти полная тьма» Кэтрин Бигелоу. В частности, именно из последнего фильма были позаимствованы способы уничтожения вампиров.

### Сверхъестественные предметы и артефакты
Поскольку в деятельность Фонда «Луна» входит поиск и изучение древних предметов искусства и рукописей, то и сюжеты многих эпизодов развиваются вокруг артефактов, старинных вещей, обладающих магическими свойствами.
Некоторые из них обнаруживаются в антикварных коллекциях, которые дарят Фонду, другие попадают в руки сотрудников «Наследия» случайно или дарятся им с умыслом. Все артефакты тщательно изучают, а потом передают на хранение в музеи. Но те, что представляют наибольшую опасность для людей (такие, например, как свиток Каина или Пять Гробниц) уничтожаются или навсегда остаются под охраной в Домах «Наследия».
Возможности артефактов разнообразны. С их помощью можно исполнить заветные желания, наказать обидчиков или преступников, защитить себя и близких, исцелить болезни, вернуть к жизни умерших. Но, даже используемые ради благого дела, они всё равно обрекают своих владельцев на скорое разочарование, а в некоторых случаях толкают на совершение преступлений. Часто ценой за использование магии становится человеческая жизнь — как случайных жертв, так и самого обладателя артефакта.
Тем не менее, на протяжении всего сериала находятся люди, которые охотно используют их в своих интересах. Были прецеденты, когда артефакты похищались из музеев и Домов Наследия.
Представители Тёмной стороны также используют магические предметы. Демоны неоднократно пробовали захватить пять гробниц, чтобы с их помощью выпустить в мир людей тёмные силы. В эпизоде «Выкуп» бывшая сотрудница Монреальского Дома «Наследия» хотела заполучить ритуальную чашу, шантажируя Сан-Францисский Дом. Колдуны воздействовали через принадлежавшие им вещи на других людей.
В некоторых случаях победить демонов удавалось только благодаря соответствующим артефактам.

### Сезон 1
1. «The Fifth Sepulcher» — «Пятая гробница»
2. «Sins of the Father» — «Грехи отца»
3. «Town Without Pity» — «Беспощадный город»
4. «The Tenement» — «Дом»
5. «The Twelfth Cave» — «Двенадцатая пещера»
6. «Man in the Mist» — «Человек в тумане»
7. «Ghost in the Road» — «Призрак на дороге»
8. «Doppelganger» — «Двойник»
9. «The Substitute» — «Заместитель»
10. «Do Not Go Gently» — «Будь сильнее»
11. «Crystal Scarab» — «Кристальный жук»
12. «The Bell of Girardius» — «Колокол Жирарда»
13. «Fox Spirit» — «Дух лисицы»
14. «Thirteenth Generation» — «13-е поколение»
15. «Dark Priest» — «Тёмный священник»
16. «Revelations» — «Откровение»
17. «The Bones of St. Anthony» — «Мощи Св. Антония»
18. «Inheritance» — «Наследство»
19. «The Signalman» — «Сигнальщик»
20. «The Reckoning» — «Расплата»
21. «A Traitor Among Us» — «Предатель среди нас»

### Сезон 2
1. «The New Guard» — «Новый страж»
2. «Black Widow» — «Чёрная вдова»
3. «Lights Out» — «Туши свет»
4. «The Spirit Thief» — «Ворующий души»
5. «The Gift» — «Подарок»
6. «Transference» — «Трансференция»
7. «Dark Angel» — «Тёмный ангел»
8. «Lives in the Balance» — «На волоске от смерти»
9. «Rough Beast» — «Дикий зверь»
10. «Ransom» — «Выкуп»
11. «Finding Richter» — «Найти Рихтера»
12. «Repentance» — «Раскаяние»
13. «The Devil’s Lighthouse» — «Маяк дьявола»
14. «Lullaby» — «Колыбельная»
15. «Silent Partner» — «Безмолвная помощница»
16. «Shadow Fall» — «Уйти от тени»
17. «Mind’s Eye» — «Духовное око»
18. «Fear» — «Страх»
19. «Let Sleeping Demons Lie» — «Не будите спящих демонов»
20. «Someone To Watch Over Me» — «Тот, кто меня бережёт»
21. «Trapped» — «В ловушке»
22. «The Choice» — «Выбор»

### Сезон 3
1. «Darkness Falls (part1)» — «И пала тьма (часть 1)»
2. «Light of Day (part1)» — «При свете дня (часть 2)»
3. «Enlightened One» — «Знал только один»
4. «Stolen Hearts» — «Украденные сердца»
5. «Father to Son» — «Отец сыну»
6. «Fallen Angel» — «Падший ангел»
7. «Dream Lover» — «Я мечтаю о тебе»
8. «Debt of Honor» — «Дело чести»
9. «The Light» — «Свет»
10. «Hell Hath No Fury» — «Ад для преступников»
11. «The Irish Jug» — «Ирландский кувшин»
12. «Metamorphosis» — «Метаморфозы»
13. «La Belle Dame Sans Merci» — «Бессердечная красавица»
14. «The Prodigy» — «Гений»
15. «The Human Vessel» — «Беспомощное существо»
16. «The Covenant» — «Завет»
17. «The Internment» — «Интернирование»
18. «Seduction» — «Обольщение»
19. «Out of Sight» — «Вне поля зрения»
20. «The Last Good Knight» — «Старый добрый рыцарь»
21. «Armies of Night» — «Армии ночи»
22. «The Darkside» — «Тёмная сторона»

### Сезон 4
1. «Song of the Raven» — «Песнь ворона» (часть 1)
2. «Bird of Prey» — «Хищная птица» (часть 2)
3. «Vendetta» — «Кровная месть»
4. «The Painting» — «Картина»
5. «The Possession» — «Обладание»
6. «The Traitor (part1)» — «Предатель (часть 1)»
7. «Double Cross (part2)» — «Заместитель Кросса (часть 2)»
8. «Brother’s Keeper» — «Братская верность»
9. «Initiation» — «Посвящение»
10. «Wishful Thinking» — «Желаемое и действительное»
11. «Still Waters» — «Спокойные воды»
12. «Unholy Congress» — «Нечестивый конгресс»
13. «Sacrifice» — «Самопожертвование»
14. «She’s Got the Devil in Her Heart» — «В её сердце вселился дьявол»
15. «Body and Soul» — «Душа и тело»
16. «Forget me Not» — «Не забывай меня»
17. «The Portents» — «Знаменье»
18. «Gaslight» — «Газовый свет»
19. «Sabbath’s End» — «Конец шабаша»
20. «The Mephisto Strain» — «Дьявольский стиль»
21. «Infernal Affairs» — «Внутренние дела»
22. «The Beast Within» — «Зверь внутри»

## Саундтрек
4 ноября 1997 года на CD был выпущен официальный саундтрек к сериалу. Композитор — Джон ван Тонгерен (англ. John Van Tongeren) 

Список композиций:
1. Полтергейст (главная тема) / Poltergeist (Main Title)
2. Наследие: остров Эйнджел (часть 1) / Legacy: Angel Island (Pt. 1)
3. Наследие: Покойся с миром (часть 2) / Legacy: Rest in Peace (Pt. 2)
4. Наследие: Рождение зла (часть 3) / Legacy: Birth of Evil (Pt. 3)
5. Заместитель / Substitute
6. Наследство / Inheritance
7. Туши свет / Lights Out
8. Ворующий души / Spirit Thief
9. Маяк дьявола / Devil’s Lighthouse
10. Подарок / Gift
11. Трансференция / Transference
12. Чёрная вдова / Black Widow
13. Дом / Tenement
14. Новый страж / New Guard
15. Полтергейст (основная тема, 1 сезон) / Poltergeist (Main Title) [1st Season]

## Медиа
- 12 августа 1997 года на VHS была выпущена пилотная серия сериала.
- 7 февраля 2006 года был выпущен DVD-бокс с сериями 1-го сезона сериала[16].

### Poltergeist:The Legacy (VHS) (1996)
Характеристики издания:
- Формат изображения: Closed-captioned, NTSC
- Язык: English
- Рейтинг: R (Restricted)
- Количество записей: 1
- Студия: MGM
- Продолжительность: 60 минут
- ASIN: 079283576X

### Poltergeist — The Legacy — Season 1 (Box set)
Характеристики издания:
- Формат изображения: Full Screen, 1.33:1, NTSC
- Звуковые дорожки: английская (Dolby Digital 2.0 Stereo), французская (Dolby Digital 2.0 Stereo), португальская (Dolby Digital 2.0 Stereo)
- Субтитры: английские, французские
- Дополнительные материалы: нет
- Региональный код: 1
- Количество дисков: 5
- Рейтинг: R (Restricted)
- Студия: MGM
- Продолжительность: 970 минут
- ASIN: B000CEV3MI

## Романы и новеллизации сериала
- Издательством «Ace» в США было выпущено три дополнительных истории по мотивам сериала:

1 октября 1999 года — «Poltergeist: The Legacy 01: The Hidden Saint», ISBN 978-0-441-00645-8  (англ.)
1 февраля 2000 года — «Poltergeist: The Legacy 02: Maelstrom», ISBN 978-0-441-00711-0  (англ.)
3 октября 2000 года — «Poltergeist: The Legacy 03: The Shadows Between», ISBN 978-0-441-00703-5  (англ.)
- В апреле 2000 года издательством «Tessloff Pub USA Inc» была выпущена книга «Poltergeist: The Legacy: Frontiers of the Mind», ISBN 978-1-58185-702-3  (англ.)
- Издательством «OZ-Verlag» в Германии было выпущено 6 мини-книг по телесериалу[17]:

«Poltergeist Das Vermächtnis: Das Vermächtnis»  (нем.)
«Poltergeist Das Vermächtnis: Die Glocken des Girardius»  (нем.)
«Poltergeist Das Vermächtnis: Die Knochen des Hl. Antonius»  (нем.)
«Poltergeist Das Vermächtnis: Der Kristall Skarabäus»  (нем.)
«Poltergeist Das Vermächtnis: Trete nicht sanft ab»  (нем.)
«Poltergeist Das Vermächtnis: Die Abrechnung»  (нем.)